# Hagemeister
Hagemeister eller von Hagemeister är en tysk-baltisk adelsätt, med ursprung von Pommern under 1200-talet, vilken via Stralsund inkom till Livland och Estland, där den är prepresenterad på både Riddarhuset i Riga och Estlands riddarhus. Ätten delades tidigt i tre grenar med något olika vapen, vilka dock alla förde rosor i någon form: 1. Hohen-Selchow och Gatzin i Pommern (utdöd 1760), 2. Klausdorf och Solchendorff i Pommern (fortlever), samt  3. Hagemeister i Livland och Lettland.
Vapen: Ginstyckad; I det öfre fältet af guld stå tre blå rosor, i det nedre svarta fältet visar sig en dunderstråle, hvars spets står uppåt

## Hagemeister i Baltikum
Joachim von Hagemeister (1655-1714) grundade den baltiska linjen av ätten. Han föddes i Stralsund, blev efter studier det svenska riksrådet och diplomaten Bengt Oxenstiernas, vilken 1686 skickade honom till Riga, där han verkade som assessor i Dorpts Hovrätt när han adlades 1692. Han gifte sig 1692 med Katarina von Wesselingk, vilken var dotter till kaptenen von Wesselingk till Wolmarshof. De fick barnen:
1. Joakim Niklas, född 1696.
2. Karl Henrik, född 1698, död före fadern.
3. Ursula Mina, född 1699, död samma år.
4. Fredrik, arvherre till Kondo i Dorptska kretsen, hovrättsassessor, död 1761, barnlös. Gift 1734 med friherrinnan Sofia Regina Kristina von Friesen, dotter till kapten, friherre #Karl von Friesen, efter vilken hon ärvde Kondo.
5. Karl Gustaf, död 1759. 
  1. Anna Elisabet, född 1741. Gift 1759 med ståthållaren på Ösel, Otto Fredrik von Helmersen, arvherre till Dückershof.
  2. Lovisa, död 1767. Gift 1766 med major Clodt till Metstacken.
  3. Eva Karolina till Pannküll. Gift med sitt syskonbarn lantrådet Karl Justin von Hagemeister (1745-1806).
6. Adrian Baltzar, född 1708, död 1770. 
  1. Axel Fredrik, född 1743, död 1766 efter fall under en jakt.
  2. Marta Katarina, död 1807. Gift med löjtnanten och assessoren Jakob Engelbrecht von Brummer till Odensee.
  3. Henrik Joakim, född 1742, död 1769. I rysk krigstjänst, major vid S:t Peterburgska Infanteri Regemente, stupade 1769 i slaget vid Chotim.
  4. Marta Katarina, född 1743, död 1808. Gift med löjtnant von Brummer till Odensee.
  5. Adrian Baltzar, född 1744, död 1790.
  6. Karl Justin till Pannküll och Sarnekorb, född 1745, död 1806. Grundade linjen Huset Paunküll
  7. Anna Lucia, f. 1746. Gift med översten Karl Magnus von Ceumern, troligen av en adlig men ej introducerad ätt.
  8. Nikolaus Kristofer, född 1747, död 1804.
  9. Gustaf Gerhard, född 1751, död ogift 1802. Rysk generallöjtnant och riddare, chef för Alexeipolska Regementet, deltog i flera fälttåg.